# Revolução Liberal Restauradora
A Revolução Liberal Restauradora, também conhecida como Invasão dos 60 foi uma campanha militar liderada por Cipriano Castro que teve início a partir de uma invasão do território venezuelano pela fronteira colombiana. Iniciada em 23 de maio de 1899, teve como propósito de derrubar o governo do presidente Ignacio Andrade.

## Conflito

### Antecedentes
Em 1898, Ignacio Andrade chegou ao poder na Venezuela como resultado de um processo fraudulento perpetrado pelo presidente Joaquín Crespo nas eleições de 1897. Em reação a isso, surge um fracassado levante militar chamado Revolução de Queipa. Crespo combateu o conflito, mas foi morto na batalha de Mata Carmelera.
A crise política vivida pelo governo de Ignacio Andrade e pelo Liberalismo Amarelo em geral, após a morte de Joaquín Crespo, foi a oportunidade do surgimento de novas revoluções, incluindo o desenvolvimento do movimento revolucionário do governador de Táchira Cipriano Castro, que estava exilado na Colômbia desde 1892, esperando o momento perfeito para retornar ao seu país.
Ao perceber a fragilidade política na Venezuela, a partir de meados de 1898, o partido castrista de Táchira entra em grande atividade e se converte em uma célula conspirativa no governo. Cipriano Castro então teve a ideia de fazer uma aliança no intuito de uma insurreição, com o também exilado Carlos Rangel Garbiras, mas, com o fracasso das negociações levou-o à determinação de planejar uma invasão em seu comando, com a colaboração de oficiais de confiança e Juan Vicente Gómez.
Depois de várias tentativas, Cipriano Castro conseguiu juntar um contingente de 60 pessoas que cruzaram a fronteira da Colômbia em 23 de maio de 1899, pelo Rio Táchira, e acusaram o presidente Ignacio Andrade de violar a Constituição de 1893, a qual o movimento prometia restaurar.

### Tocuyito e vitória restauradora
Em 14 de setembro, Castro chegou a Tocuyito com 1.600 soldados e 400 oficiais. Logo se tornaram evidentes as divergências entre Ferrer e Fernández, o que será fundamental para a derrota do governo, já que o presidente trouxe reforços de Valência e deu ordens contraditórias a ambos os oficiais sem determinar quem estava no comando.
Na madrugada de 14 de setembro, Ferrer ordenou que suas tropas avançassem pela estrada entre Nirgua e Valência para ocupar um monte chamado Alto de Uslar, a única altura na área para colocar sua artilharia ali e poder atacar Tocuyito, o local onde o rebeldes estavam. Mas, simultaneamente, o general Fernández ordenou à sua vanguarda que avançasse pela estrada entre Valência e a savana de Carabobo, passando pelo próprio Tocuyito e deixando de lado o Alto de Uslar. A maior parte do exército juntou-se então à vanguarda com a artilharia atrás, mas esta última, localizada atrás das costas dos homens, não conseguiu agir de forma eficaz e não teve um papel importante no combate.
A vanguarda atravessou o rio Tocuyo pela segunda via, pegando de surpresa um batalhão rebelde que conseguiu expulsá-lo, mas um contra-ataque rebelde do "batalhão Mérida" sob o comando do general Tomás Pino, obrigou o governo a cruzar o rio de volta. Castro viu a oportunidade de destruir o inimigo em desordem e ordenou que seus homens os perseguissem, mas quando cruzaram o Tocuyo estavam ao alcance da segunda linha dos adradistas, que os destruíram, expulsando-os, permitindo assim que a vanguarda do governo ocupam algumas casas ao longo do rio onde se entrincheiraram e onde a luta também começou a se concentrar. Vendo que não haveria ataque ao Alto de Uslar pelo ocorrido, Castro deslocou o batalhão que o guarnecia e o transferiu para a frente de batalha, tendo também a única peça de artilharia em seu exército. Com ela destruiu completamente uma das casas e conseguiu então lançar uma carga feroz com a infantaria com a qual atravessaram o rio e tomaram a outra residência. As tropas governamentais recuaram para a savana próxima.
Os soldados do governo foram deixados em campo aberto com alta densidade de homens, onde foram massacrados pelos rebeldes que dispararam contra eles de posições seguras. As unidades governamentais não tinham um comando organizado na época e começaram a receber ordens confusas. Alguns foram enviados pelo seu flanco direito para cercar o inimigo, mas encontraram algumas plantações de cana-de-açúcar onde se confundiram e acabaram atirando uns contra os outros durante vinte minutos com graves baixas. Do lado esquerdo não se saíram melhor, atacaram o flanco inimigo mas foram atingidos por fogo amigo da própria artilharia que não os distinguiu por não portarem bandeiras. O combate terminou ao meio-dia e Fernández deu ordem de retirada às 16 horas, com suas tropas totalmente desmoralizadas.
Após a vitória de Tocuyito, em 16 de setembro Cipriano Castro foi para Valência fazer as primeiras negociações políticas para chegar ao poder. Vários líderes e suas milícias desertaram para o lado rebelde; Quando Castro se preparava para enfrentar Luciano Mendoza em La Victoria, ficou surpreso ao ver que o general Ferrer decidiu desobedecer às ordens do governo e não enfrentá-lo.

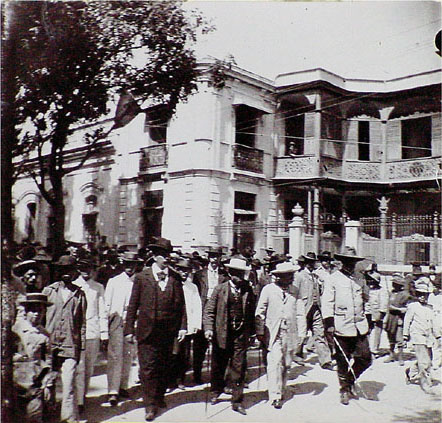
Entrada de Castro em Caracas.

Devido ao deserte de seus aliados e exército, em 19 de outubro o presidente Ignacio Andrade foge da Venezuela e deixa um representante em seu lugar. Em 23 de outubro, Cipriano Castro finalmente chega em Caracas, dando fim ao conflito e iniciando o governo da revolução restauradora.